# N92 (België)
De N92 is een gewestweg in de Belgische provincie Namen. Deze weg vormt de verbinding tussen Namen en Dinant.
De totale lengte van de N92 bedraagt ongeveer 28 kilometer.

## Plaatsen langs de N92
- Namen
- Salzinnes
- Wépion
- Profondeville
- Godinne
- Yvoir
- Anhée
- Houx
- Bouvignes-sur-Meuse
- Dinant

## Aftakkingen

### N92a
De N92a is een aftakking van de N92 in Dinant. De route begint ter hoogte van de Pont Charles de Gaulle in Dinant waar ook de N95, N95a en N936 samenkomen. De N92a en N95a vormen samen een overbrugging van de N936 die hier op dit stuk tijdelijk is onderbroken. De route gaat via de Rue Adolphe-Sax tot aan de Rue Saint-Jacques. De totale lengte van de N92a bedraagt ongeveer 450 meter.

### N92b
De N92b is een verbindingsweg nabij Anhée. De route verbindt de N96 met de N92 en is alleen bestemd voor verkeer dat uit zuidelijke richting afkomstig is en via de N92 richting Namen wil. Het doorgaand verkeer heeft op deze manier geen last van het afslaand verkeer dat de Maas over wil. De N92b heeft een lengte van ongeveer 450 meter.

### N92c
De N92c is een onderdeel van de N92 ten zuiden van Wépion. Doordat er een ongelijkvloerse kruising plaatsvindt buigt de rijbaan uit zuidelijke richting af van de rijbaan uit noordelijke richting. Hierdoor ontstaan in het midden de verbindingswegen van de N947b die vervolgens over de Maas naar de N947 gaan. Het verkeer uit zuidelijke richting afkomstig maakt gebruik van de N92c, terwijl het verkeer uit noordelijke richting gebruikmaakt van de N92.
De N92c heeft een lengte van ongeveer 700 meter.

### N92d
De N92d is een onderdeel van de N92 bij Profondeville. De route vormt de doorgaande rijbaan van de N92 afkomstig uit zuidelijke richting. De N92d gaat hierbij onder de N931 door die over de Maas gaat. De N92d heeft een lengte van ongeveer 300 meter.